# Hukvaldy
Hukvaldy (en allemand : Hochwald) est une commune du district de Frýdek-Místek, dans la région de Moravie-Silésie, en République tchèque. Sa population s'élevait à 2 126 habitants en 2021.

## Géographie
La commune est située dans la région historique de Moravie au pied nord des Beskides. Hukvaldy se trouve à 6 km à l'est-sud-est de Pribor, à 13 km au sud-ouest de Frýdek-Místek, à 23 km au sud-sud-est d'Ostrava et à 277 km à l'est-sud-est de Prague.
La commune est limitée par Kateřinice et Fryčovice au nord, par Frýdek-Místek et Palkovice à l'est, par Kozlovice au sud et par Kopřivnice et Příbor à l'ouest.
Le territoire communal comprend une grande réserve zoologique.

## Histoire

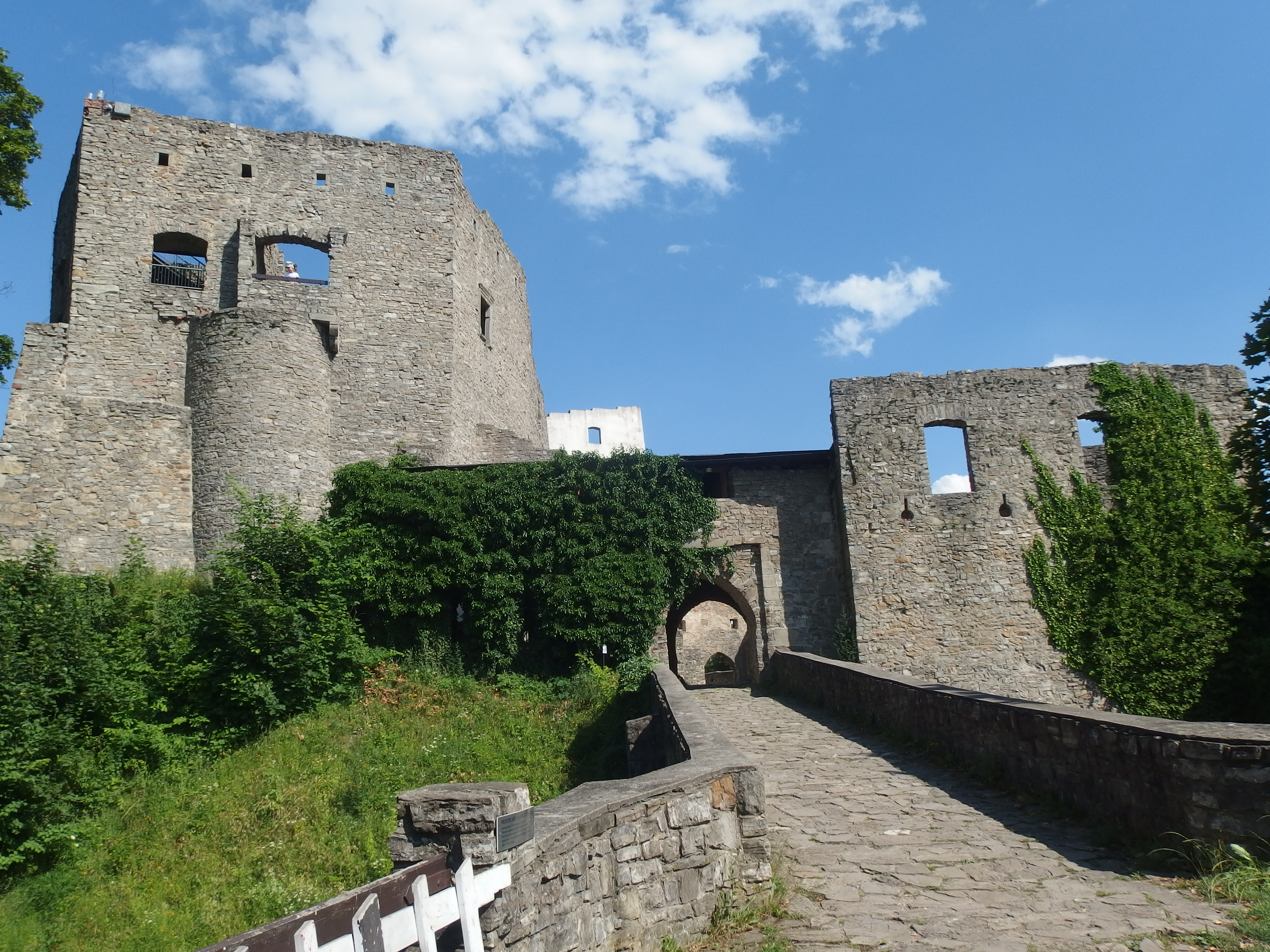
Le château de Hukvaldy.

Le château fort de Hukvaldy a été construit au XIIIe siècle par les comtes rhénans de Hückeswagen, à cette époque envoyés à la cour des rois de Bohême, qui étaient également propriétaires du château voisin de Starý Jičín. Plus tard, les domaines faisant partie du margraviat de Moravie ont été transférés aux évêques d'Olomouc. Endommagé par un incendie en 1762, le complexe est aujourd'hui en ruines. 
Le village a été fondé en 1566 par l'évêque Guillaume Prusinovský de Víckov qui avait reçu le manoir des mains de l'empereur Maximilien II de Habsbourg.

## Administration
La commune se compose de deux quartiers cadastrales :
- Sklenov (comprend les villages de Hukvaldy, Dolní Sklenov et Horní Sklenov)
- Rychaltice (Rychaltice et Krnalovice)

## Transports
Par la route, Hukvaldy se trouve à 15 km de Frýdek-Místek, à 28 km d'Ostrava et à 344 km de Prague.

## Personnalités
- Pavel Josef Vejvanovský (v.1633-1693), compositeur et trompettiste ;
- Leoš Janáček (1854-1928), compositeur.